# 鍋田玉英
鍋田 玉英（なべた ぎょくえい、弘化4年〈1847年〉10月 ‐ 没年不明）とは、明治時代の浮世絵師。

## 来歴
楊洲周延の門人、名は吉資（よしやす）。はじめ延春と称し、後に楊堂と号す。浅草西島越町、また下谷御徒町二丁目十六番地に住む。作画期は明治10年（1877年）から明治35年（1902年）頃にかけてで、主に風俗画など描いた。門人に梶田半古、飯沼玉亀がいる。

## 作品
- 『怪物画本』　※明治14年（1881年）刊行
- 『山水画譜』　※明治32年（1899年）9月刊行
- 「上野不忍池共同競馬会真図」　大判錦絵3枚続　※明治17年
- 「江之嶋全図」　横中判錦絵　江島神社所蔵　※明治20年、新井吉兵衛版
- 「徳川家康公御入国三百年大祭忍ケ岡幌曳階子乗之図」　大判錦絵3枚続　※明治22年、「楊堂玉英」落款
- 「幕府御本丸棟上式之図」　大判錦絵3枚続　※明治22年
- 「帝国議会　衆議院議員」　大判錦絵3枚続　憲政記念館所蔵　※明治23年
- 「新潟県催壱府十一県連合共進会場之図」　大判錦絵3枚続　※明治34年
- 「薩摩琉球物産大販売所」　団扇絵　貨幣博物館所蔵